# Logement Alderts

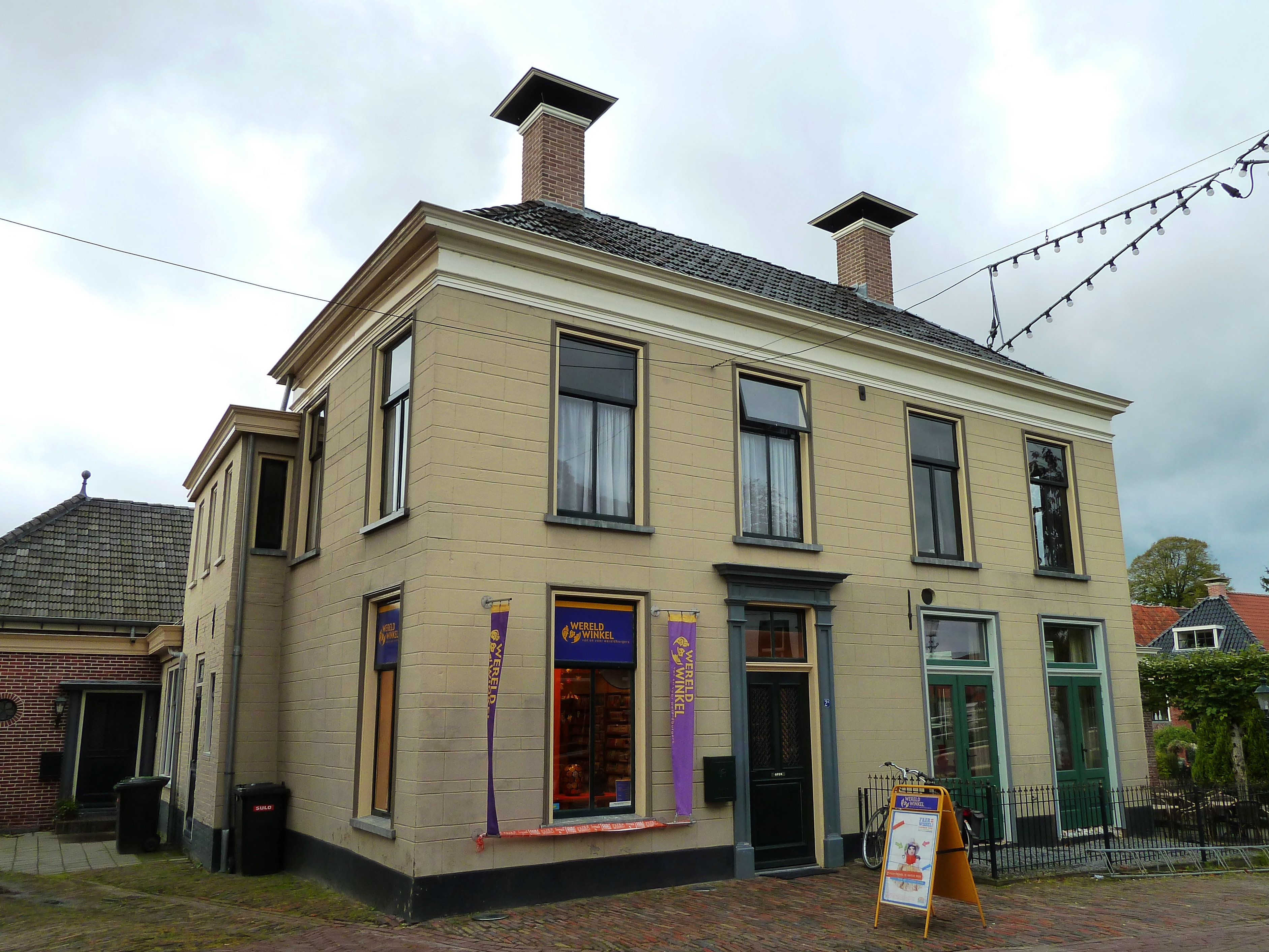
Logement Alders, voorzijde (2010)

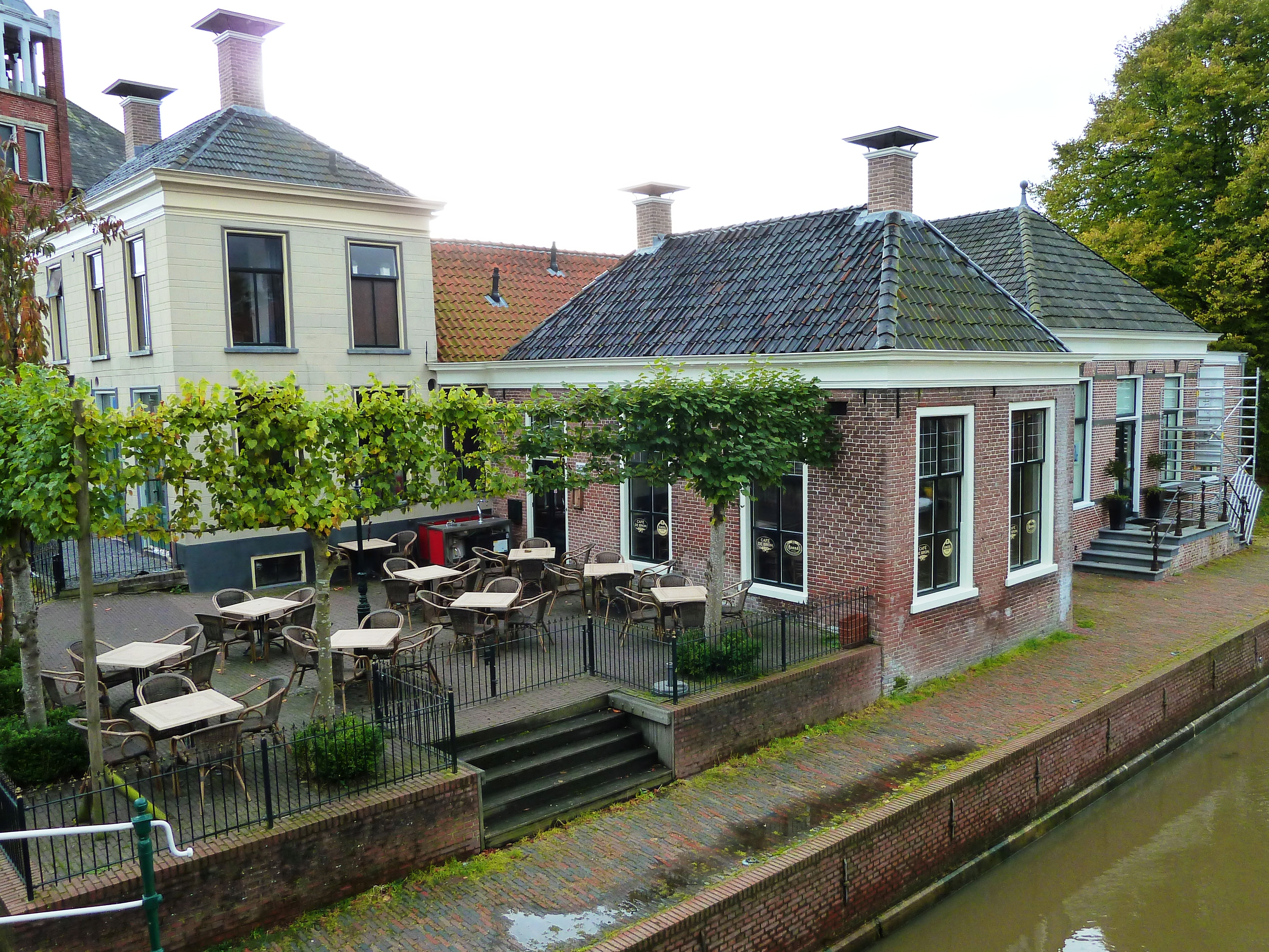
Logement Alders, achterzijde (2010)

Voormalig Logement Alderts is een rijksmonument in het Groninger dorp Winsum.
Het pand, dat aan de voorkant aan de Hoofdstraat Winsum en met de achterzijde aan het Winsumerdiep staat, werd in de zeventiende eeuw gebouwd. Het heeft aan de rechterzijde een vleugel die vermoedelijk uit de achttiende eeuw dateert. Bij een verbouwing in de negentiende eeuw kreeg het gebouw zijn huidige uiterlijk, waarvan ook een houten deuromlijsting met pilasters deel uitmaakt. Het gepleisterde hoofdgebouw is gedeeltelijk onderkelderd en wordt gedekt door een schilddak en een zadeldak, beide met blauwe geglazuurde pannen. De rechtervleugel is gebouwd onder een schilddak dat eveneens met zulke pannen is gedekt.